# Fetlar
Fetlar is een eiland dat deel uitmaakt van de Shetlandeilanden. Er wonen ongeveer 60 mensen. De belangrijkste nederzetting is Houbie aan de zuidkust. Hier is het Fetlar Interpretative Centre gevestigd. Andere nederzettingen zijn Baelans, Funzie, Gord, Gruting, Oddsta, Tresta en Urie.
Het noordelijke deel van het eiland is grotendeels een beschermd vogelreservaat (705 hectare) en is gesitueerd rond de 159 meter hoge Vord Hill.